# Corythucha caryae
Corythucha caryae är en insektsart som beskrevs av Bailey 1951. Corythucha caryae ingår i släktet Corythucha och familjen nätskinnbaggar. Inga underarter finns listade i Catalogue of Life.